# Crematogaster inca
Crematogaster inca är en myrart som beskrevs av Wheeler 1925. Crematogaster inca ingår i släktet Crematogaster och familjen myror.

## Underarter
Arten delas in i följande underarter:
- C. i. ascendens
- C. i. inca